# Grand Mound (Iowa)
Grand Mound és una població dels Estats Units a l'estat d'Iowa. Segons el cens del 2000 tenia 676 habitants.

## Demografia
Segons el cens del 2000, Grand Mound tenia 675 habitants, 254 habitatges, i 196 famílies. La densitat de població era de 141,9 habitants/km².
Dels 254 habitatges en un 38,6% hi vivien nens de menys de 18 anys, en un 65,7% hi vivien parelles casades, en un 6,7% dones solteres, i en un 22,8% no eren unitats familiars. En el 20,9% dels habitatges hi vivien persones soles el 10,2% de les quals corresponia a persones de 65 anys o més que vivien soles. El nombre mitjà de persones vivint en cada habitatge era de 2,66 i el nombre mitjà de persones que vivien en cada família era de 3,08.
Per edats la població es repartia de la següent manera: un 28,1% tenia menys de 18 anys, un 7,5% entre 18 i 24, un 29,9% entre 25 i 44, un 22,9% de 45 a 60 i un 11,5% 65 anys o més.
L'edat mediana era de 35 anys. Per cada 100 dones de 18 o més anys hi havia 96 homes.
La renda mediana per habitatge era de 42.411 $ i la renda mediana per família de 46.429 $. Els homes tenien una renda mediana de 33.611 $ mentre que les dones 20.250 $. La renda per capita de la població era de 17.228 $. Entorn del 4,2% de les famílies i el 7,1% de la població estaven per davall del llindar de pobresa.

## Poblacions més properes
El següent diagrama mostra les poblacions més properes.